# Christine Woods
Christine Elizabeth Woods (ur. 3 września 1983 w Lake Forest) – amerykańska aktorka, która wystąpiła m.in. w serialach FlashForward: Przebłysk jutra, Związki idealne i Żywe trupy .

## Filmografia

### Filmy
| Rok  | Tytuł                                      | Rola             | Uwagi |
| ---- | ------------------------------------------ | ---------------- | ----- |
| 2007 | The Haunting of Marsten Manor              | Ericka           |       |
| 2009 | Sveener and the Shmiel                     | Traci            |       |
| 2012 | Franky and the Ant                         | Kare Bear        |       |
| 2016 | Dean                                       | Michelle         |       |
| 2017 | I Don't Feel at Home in This World Anymore | Meredith         |       |
| 2017 | Handsome: A Netflix Mystery Movie          | Nora Vanderwheel |       |
| 2017 | Wszyscy moi mężczyźni                      |                  |       |
| 2018 | Better Off Zed                             | Paige            |       |
| 2019 | Paddleton                                  | dr Hagen         |       |
| 2019 | Imaginary Order                            | Gemma Jean       |       |
| 2019 | Stray                                      | Murphy           |       |

### Telewizja
| Rok       | Tytuł                                  | Rola                | Uwagi     |
| --------- | -------------------------------------- | ------------------- | --------- |
| 2005      | CSI: Kryminalne zagadki Miami          | Valerie Nelson      | 1 odcinek |
| 2006      | Zasady gry                             | Christine           | 1 odc.    |
| 2007      | Jak poznałem waszą matkę               | kelnerka            | 1 odc.    |
| 2008      | Witamy „U Kapitana”                    | Claire              | 2 odc.    |
| 2008      | Dr House                               | Lou                 | 1 odc.    |
| 2008      | Dowody zbrodni                         | Cassie Michaels     | 1 odc.    |
| 2008      | Agenci NCIS                            | Rebecca Jennings    | 1 odc.    |
| 2008      | Na linii strzału                       | Gwen Jarvis         | 1 odc.    |
| 2008      | Mike Birbiglia's Secret Public Journal | Abby                | film TV   |
| 2008      | The Madness of Jane                    | Marie               | film TV   |
| 2009–2010 | FlashForward: Przebłysk jutra          | Janis Hawk          | 18 odc.   |
| 2010–2011 | Związki idealne                        | Julia               | 13 odc.   |
| 2011      | Podkomisarz Brenda Johnson             | Casey Watson        | 1 odc.    |
| 2012      | Castle                                 | Leann West          | 1 odc.    |
| 2012      | How to Be a Gentleman                  | Melissa             | 1 odc.    |
| 2012      | Nie ma lekko                           | Lydia               | 1 odc.    |
| 2012–2013 | Go On                                  | Janie               | 5 odc.    |
| 2013      | Witam panie                            | Jessica Vanderhoff  | 8 odc.    |
| 2014      | Bad Teacher                            | Alex                | 1 odc.    |
| 2014      | Żywe trupy                             | Dawn Lerner         | 3 odc.    |
| 2014      | Hello Ladies: The Movie                | Jessica Vanderhoff  | film TV   |
| 2015      | Był sobie chłopiec                     | Liz                 | 5 odc.    |
| 2015–2016 | Dziwna para                            | Ashley Unger        | 3 odc.    |
| 2016      | Blef                                   | Rebecca Bloom       | 1 odc.    |
| 2017      | Agenci NCIS: Nowy Orlean               | Bonnie Madigan      | 1 odc.    |
| 2017      | U nas w Filadelfii                     | Mandy               | 1 odc.    |
| 2017–2018 | Tata ma plan                           | Lisa McCaffrey      | 5 odc.    |
| od 2018   | She-Ra i księżniczki mocy              | Entrapta (głos)     | gł. rola  |
| 2019      | Brockmire                              | Maggie Nichols      | 4 odc.    |
| 2019      | Pokój 104                              | Roma                | 1 odc.    |
| 2019      | Maggie                                 | Maggie              | film TV   |
| 2020      | Stumptown                              | Claire Chesterfield | 1 odc.    |
| 2020      | W matni                                | Lucretia Colder     | 5 odc.    |
| 2020–2022 | Grace i Frankie                        | Jessica             | 10 odc.   |